# 德龙滕
德龙滕（荷蘭語：Dronten，讀音ⓘ）是荷兰弗莱福兰省的一个市镇。2009年12月1日人口39,787。